# 전학생 (영화)
《전학생》(転校生 텐코세[*])은 1982년 일본의 판타지 코미디 영화이다. 야마나카 히사시의 아동 문학 《내가 그 녀석이고 그 녀석이 나이고》 (おれがあいつであいつがおれで)를 영화화한 작품으로, 어느 날 갑자기 서로 몸이 바뀌게 된 남녀 중학생의 이야기를 그렸다. 오바야시 노부히코가 감독을 맡았으며 오미 토시노리와 코바야시 사토미가 주연을 맡았다.
2007년에는 리메이크판이 개봉됐다.
촬영이 이뤄진 지역에 따라, 1982년 판을 〈오노미치 전학생〉, 2007년 판을 〈나가노 전학생〉 이라고 부르기도 한다.

## 출연진
- 사이트 카즈오 ― 오미 도시노리
- 사이토 카즈미 ― 고바야시 사토미

## 수상
| 연도 | 시상식                | 부문                | 수상자 및 후보  | 결과 |
| ---- | --------------------- | ------------------- | --------------- | ---- |
| 1982 | 제6회 일본아카데미상  | 신인배우상          | 오미 토시노리   | 수상 |
| 1982 | 제6회 일본아카데미상  | 신인배우상          | 코바야시 사토미 | 수상 |
| 1982 | 제7회 호치영화상      | 신인상              | 코바야시 사토미 | 수상 |
| 1982 | 제4회 요코하마 영화제 | 작품상              | 《전학생》      | 수상 |
| 1982 | 제4회 요코하마 영화제 | 각본상              | 켄모츠 와타루   | 수상 |
| 1982 | 제4회 요코하마 영화제 | 최우수신인상        | 코바야시 사토미 | 수상 |
| 1989 | 분게이슌주            | 일본영화 베스트 150 | 《전학생》      | 58위 |

## 전학생: 안녕 당신
1982년에 개봉된 《전학생》의 리메이크 영화이다. 감독은 원작과 같은 오바야시 노부히코이며, 영화의 무대가 나가노현 나가노시로 바뀌었다. 렌부츠 미사코의 첫 주연 작품으로, 2007년 6월 23일에 개봉됐으며, 상영시간은 120분이다.
1982년판은 원작에 거의 충실한 영화였으나, 이 작품은 후반 부분이 원작과는 다른 새로운 내용으로 이루어져 있다.

### 줄거리
중학생 사이토 카즈오는 부모의 이혼으로 살고있던 오노미치에서 어릴 적 잠시 살았던 어머니의 고향 나가노로 어머니와 이사하게 된다. 전학온 새 학교에서는 소꿉친구였던 사이토 카즈미와 같은 반 친구로 만나게 된다 어릴적 추억의 장소인 약수터에 방문한 두 사람은 물 속에 빠지게 되고, 서로의 몸이 뒤바뀐다.

### 출연진
- 사이토 카즈미 - 렌부츠 미사코
- 사이토 카즈오 - 모리타 나오유키
- 사이토 나오코 (카즈오의 어머니) - 시미즈 미사
- 야마모토 히로시 - 아츠키 타쿠로
- 요시노 아케미 - 테라시마 사키
- 오노 미츠코 (담임) - 이시다 히카리

## 같이 보기
- 체인지, 한국판 리메이크 영화